# Immen (Wiehl)
Immen (hommersch Ümmen/Ömmen) ist eine Ortschaft der Stadt Wiehl im Oberbergischen Kreis im Regierungsbezirk Köln in Nordrhein-Westfalen.

## Lage und Beschreibung
Der Ort bei Drabenderhöhe liegt in Luftlinie rund 6 Kilometer westlich des Stadtzentrums von Wiehl. Immen liegt südlich der Bundesautobahn 4.

## Nennungen
- 1508 in der Wechselurkunde Berg-Sayn, HSTA Düsseldorf, Herrschaft Homburg, Urk, 24 In den Immen
- 1555 in der Bergischen Landessteuerliste In den Immen
- 1575 in der A. Mercator -Karte verzeichnete Ansiedlung in den imen

Im Futterhaferzettel der Herrschaft Homburg von 1580 werden als Abgabepflichtige für den Ort In den Imnenn  1 Saynischer und 4 Bergische Untertanen benannt. 
Der Name Immen wird vom nahen Naturschutzgebiet Immerkopf (364 m) hergeleitet.